# Saint-Andéol-de-Clerguemort
Saint-Andéol-de-Clerguemort è un comune francese soppresso del dipartimento della Lozère nella regione dell'Occitania. Dal 1º gennaio 2016 si è fuso con il comune di Saint-Frézal-de-Ventalon per formare il nuovo comune di Ventalon-en-Cévennes di cui è divenuto comune delegato.

## Origini del nome
Il nome proviene da quello di un santo, Andeolo, martirizzato nel 208 sotto l'imperatore Settimio Severo. Il martirio ebbe luogo non lontano da Bourg-Saint-Andéol, ove il cadavere, gettato nel Rodano, fu portato a riva dalla corrente e recuperato segretamente da cristiani del luogo.

## Società

### Evoluzione demografica
Abitanti censiti